# Catocala actaea

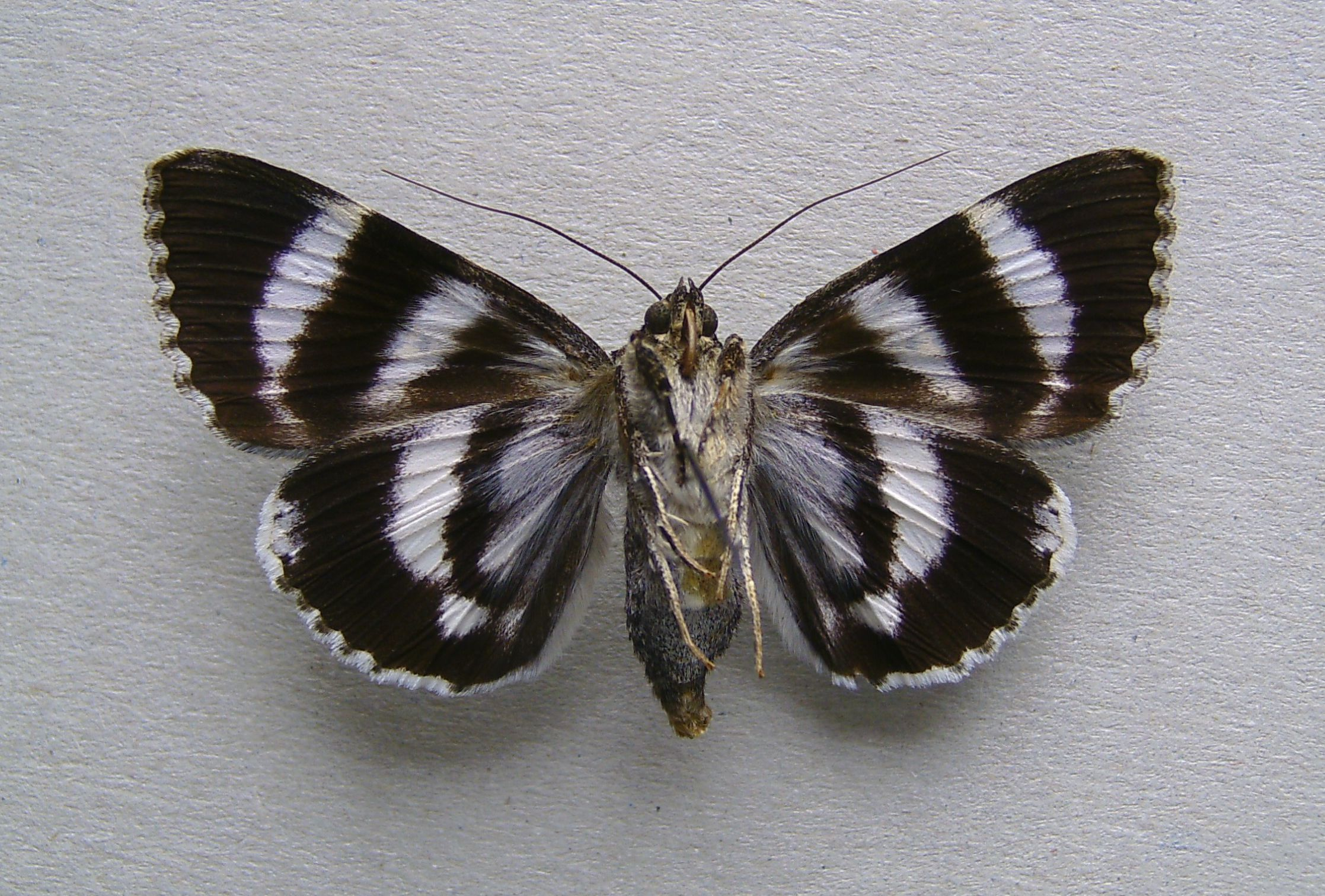
Flügelunterseite

Catocala actaea ist ein in Ostasien vorkommender Schmetterling (Nachtfalter) aus der Familie der Eulenfalter (Noctuidae).

## Merkmale

### Falter
Die Falter erreichen eine Flügelspannweite von 52 bis 60 Millimetern. Die Grundfarbe der marmorierten Vorderflügeloberseite zeigt dunkle Grautönungen. Ring- und Nierenmakel sind nur undeutlich erkennbar, lediglich die Sub-Nierenmakel hebt sich deutlich hellgrau hervor. Die Hinterflügeloberseite ist schwarz und zeigt ein breites weißes Saumband, das sich von der Mitte des Vorderrandes bis hinter die Zelle erstreckt. Ein ebenfalls weißer Fleck befindet sich nahe am Analwinkel. Die Fransen sind schwarz/weiß gescheckt. Die Flügelunterseiten zeigen eine 
schwarzweiße Bänderzeichnung.

### Ähnliche Arten
Catocala nagioides  unterscheidet sich durch die etwas hellere Vorderflügelgrundfarbe sowie das etwas kürzere weiße Band und den kleineren weißen Fleck auf der Hinterflügeloberseite.

## Verbreitung und Lebensraum
Catocala actaea kommt in Japan, Korea, dem erweiterten Ussurigebiet sowie im Osten Chinas vor. In der Provinz Shanxi ist sie durch die Unterart Catocala actaea nigricans vertreten. Die Art  besiedelt in erster Linie bergiges Gelände.

## Lebensweise
Die nachtaktiven, univoltinen Falter sind schwerpunktmäßig zwischen Juli und September anzutreffen. Sie besuchen künstliche Lichtquellen und Köder. Die Raupen ernähren sich von den Blättern von Eichen, beispielsweise von der Japanischen Kastanien-Eiche (Quercus acutissima), der Mongolischen Eiche (Quercus mongolica) oder der  Chinesische Korkeiche (Quercus variabilis).